# I Knew I Loved You
«I Knew I Loved You» (en español: «Sabía que te amaba») es el título de una balada pop interpretada por el dúo australiano de pop Savage Garden, incluida en su segundo y último álbum de estudio, titulado Affirmation (1999). Fue lanzado como el segundo sencillo del álbum el 20 de septiembre de 1999. Fue su segundo número uno después de "Truly Madly Deeply" y alcanzando la cima de los Billboard Hot 100 en la semana del 29 de enero de 2000, permaneciendo en esa posición por tres semanas consecutivas. Después de tres semanas en el número uno, el sencillo fue desplazado por "Thank God I Found You" de Mariah Carey con Joe y 98 Degrees y cuando regresó al cima del chart completó cuatro semanas en el número uno del chart.

## Video musical
El video musical fue filmado por el director Kevin Bray en agosto de 1999, en el Metro de Nueva York, localización utilizada previamente para Seinfeld.
El video muestra a la banda en una estación de metro, Hayes toca una romántica melodía y Kirsten Dunst es el motivo de sus emociones. Se muestra a la banda en un solo carro, lleno de gente. A continuación, el tren parece detenerse y la energía se apaga, se enciende una luz roja de emergencia y todo el mundo que va en carro se toma de las manos. Hayes, que está sentado enfrente de Dunst llega a sus manos. Ya que el tacto, que se muestran a la pareja caminando por un parque bañado por la luz del sol, riendo y tomados de la mano. Luego de su regreso a la realidad, las luces vuelven al tren y se detiene en la próxima estación. Tanto Hayes y Dunst se sueltan las manos y se levantan para irse. El video finaliza con Hayes y Dunst mirandose por unos segundos, suponiendo que ellos pronto iniciaran una relación.

## Versiones
Daryle Singletary, cantante de country, hizo un cover de la canción para su álbum Now and Again, de 2000. Edison Chen hizo un cover de la canción para su álbum Break Through, de 2002.

## Posicionamiento en listas y certificaciones
| Lista (1999/2000)                           | Mejor posición |
| ------------------------------------------- | -------------- |
| Alemania (Media Control AG)                 | 34             |
| Australia (ARIA)                            | 4              |
| Austria (Ö3 Austria Top 40)                 | 36             |
| Bélgica (Flandes) (Ultratip Bubbling Under) | 9              |
| Canadá (Canadian Singles Chart)             | 1              |
| Estados Unidos (Billboard Hot 100)          | 1              |
| Estados Unidos (Adult Contemporary)         | 1              |
| Estados Unidos (Adult Top 40)               | 3              |
| Estados Unidos (Top 40 Mainstream)          | 1              |
| Francia (SNEP)                              | 43             |
| Irlanda (IRMA)                              | 18             |
| Italia (Italian Singles Chart)              | 15             |
| Noruega (VG-lista)                          | 7              |
| Nueva Zelanda (Recorded Music NZ)           | 3              |
| Países Bajos (Mega Single Top 100)          | 54             |
| Reino Unido (UK Singles Chart)              | 10             |
| Suecia (Sverigetopplistan)                  | 3              |
| Suiza (Schweizer Hitparade)                 | 34             |

| País           | Organismo certificador | Certificación    | Ref.   |
| -------------- | ---------------------- | ---------------- | ------ |
| Australia      | ARIA                   | Disco de Platino | [ 17 ] |
| Estados Unidos | RIAA                   | Disco de Oro     | [ 18 ] |

### Sucesión en listas
| Anterior: «That's the Way It Is» de Céline Dion «Breathe» de Faith Hill                                          | Adult Contemporary — Sencillo Nro 1 25 de diciembre de 1999 — 1 de abril de 2000 8 de abril de 2000 — 22 de abril de 2000 | Siguiente: «Breathe» de Faith Hill                                                           |
| Anterior: «Smooth» de Santana con Rob Thomas                                                                     | Mainstream Top 40 — Sencillo Nro 1 8 de enero de 2000 — 12 de febrero de 2000                                             | Siguiente: «What a Girl Wants» de Christina Aguilera                                         |
| Anterior: «Blue (Da Ba Dee)» de Eiffel 65 «What a Girl Wants» de Christina Aguilera                              | RPM Singles Chart — Sencillo Nro 1 10 de enero de 2000 — 17 de enero de 2000 31 de enero de 2000 — 7 de febrero de 2000   | Siguiente: What a Girl Wants» de Christina Aguilera                                          |
| Anterior: «What a Girl Wants» de Christina Aguilera «Thank God I Found You» de Mariah Carey con Joe y 98 Degrees | Billboard Hot 100 — Sencillo Nro 1 29 de enero de 2000 — 12 de febrero de 2000 26 de febrero de 2000 — 4 de marzo de 2000 | Siguiente: «Thank God I Found You» de Mariah Carey con Joe y 98 Degrees «Amazed» de Lonestar |